# Germain Ifedi
Germain Ifedi (* 2. Juni 1994 in Houston, Texas) ist ein US-amerikanischer American-Football-Spieler, der als Offensive Lineman eingesetzt wird. Er steht zurzeit bei den Miami Dolphins in der National Football League (NFL) unter Vertrag.

## College
Ifedi spielte zwischen 2013 und 2015 College Football an der Texas A&M University. In seiner ersten Saison für die Aggies startete er in allen 13 Spielen, 2014 verpasste er aufgrund einer Knieverletzung zwei Spiele und startete in nur 11 Spielen. 2015 spielte er wieder in allen 13 Spielen.

## NFL
Ifedi wurde im NFL Draft 2016 als 31. Spieler in der ersten Runde von den Seattle Seahawks ausgewählt. Dort trainierte er auf der Position des Right Guards. Germain Ifedi war in seiner Rookie-Saison einer der schlechtesten Offensiv-Linemen der Liga. Er ließ in nur 12 Spielen 38 Mal Druck auf den Quarterback zu (viertschlechtester Wert für Guards). 2017 startete er in allen 16 Spielen. Negativ fiel er auf, weil er der Spieler mit den meisten begangenen Regelverstößen war. Er verursachte 20 Strafen, wovon 16 angenommen wurden. Er produzierte über die Saison neun Fehlstarts, acht Holdings, zweimal setzte er unnötige Härte ein und einmal verhielt er sich unsportlich. 2019 spielte er in jedem offensive Snap und verursachte dabei 14 angenommene Strafen.
Sein Vertrag wurde in der Folge nicht verlängert und er unterschrieb einen Einjahresvertrag bei den Chicago Bears. Bei den Bears kam er 2020 in allen 16 Spielen der Regular Season zum Einsatz. Nachdem er in den ersten zehn Partien als Right Guard gespielt hatte, spielte er für den Rest der Saison als Right Tackle. Im März 2021 verlängerte Ifedi seinen Vertrag in Chicago um ein Jahr.
Im April 2022 nahmen die Atlanta Falcons Ifedi unter Vertrag.
Im Mai 2023 wurde Ifedi von den Falcons entlassen und von den Detroit Lions verpflichtet. Diese entließen ihn Ende August 2023 vor Saisonbeginn. Daraufhin nahmen die Buffalo Bills Ifedi am 30. August 2023 unter Vertrag. Für die Bills kam er zu keinem Einsatz. Im April 2024 nahmen die Cleveland Browns Ifedi unter Vertrag. Im Rahmen der finalen Kaderverkleinerung wurde er vor Saisonbeginn entlassen, im Anschluss aber für den Practice Squad wiederverpflichtet.
Im September 2024 rückte Ifedi nach Verletzungen und diversen Umstellungen in der Offensive Line der Browns in den aktiven Kader auf und bestritt insgesamt 15 Spiele, davon sieben als Starter, auf der Position des Left Tackles. Am 3. August 2025 unterschrieb Ifedi einen Vertrag bei den Miami Dolphins.